# La Culture du narcissisme
La Culture du Narcissisme : la vie américaine à un âge de déclin des espérances est un livre écrit par l'historien américain Christopher Lasch (1932–1994). Sa première parution date de 1979. L'ouvrage explore les racines et les ramifications d'une normalisation de la pathologie narcissique dans la culture américaine du XXe siècle en se basant sur des analyses à la fois psychologiques, culturelles, artistiques et historiques.
La première traduction française du livre date de 1981, dans une collection dirigée par Emmanuel Todd et Georges Liébert sous le titre Le Complexe de Narcisse. La préface à l'édition française de 2006 est signée du philosophe français Jean-Claude Michéa.

## Contexte d’écriture de l’essai
Christopher Lasch travaille depuis l’automne 1970 au département d’Histoire de l’université de Rochester qu’il a rejoint sur l’invitation de Eugene Genovese. Influencé par Marx, Freud, l’École de Francfort (Herbert Marcuse, T. W. Adorno, Max Horkheimer etc.) ainsi que par Jacques Ellul ou Guy Debord, ses recherches et sa vie personnelle le conduisent à se pencher sur les mutations des formes de la vie familiale et leurs conséquences sur la structure de la personnalité. Il publie en 1977 son cinquième livre Haven in a Heartless World: The Family Besieged où il constate un déclin de la famille depuis un siècle sous l’influence d’un contrôle à la fois social, médical et étatique. L’ouvrage est accueilli par des critiques particulièrement cinglantes de la part de ses lecteurs de gauche. C’est sur les bases de ce précédent livre que La Culture du narcissisme est construit. Le livre appliquant et prolongeant les idées de Haven in a Heartless World au contexte du malaise de la culture américaine des années de la présidence de Jimmy Carter. Le ton du livre jugé souvent pessimiste semble très lié au désespoir et au désenchantement qui caractérisaient la situation des États-Unis à l’époque.

## Synthèse de l'ouvrage

### Des bases psychanalytiques
Le concept de narcissisme sur lequel Christopher Lasch se base est issu de la théorie psychanalytique. Au début du livre, l’auteur rappelle dans une note (p. 37) la définition des différentes instances de la seconde topique de l’appareil psychique de Freud telles que définies par Jean-Bertrand Pontalis et Jean Laplanche. Le Ça est le siège des pulsions inconscientes pour une part héréditaires et innées, pour l’autre refoulées et acquises. Le Moi possède une autonomie toute relative. Il dépend du Ça, du Surmoi et des exigences de la réalité tout en jouant un rôle de médiateur ou un facteur de liaisons avec ces autres instances. Le Moi met en jeu des mécanismes de défenses motivés par la perception d’un affect déplaisant (signal d’angoisse). Le Surmoi s’érige en juge ou en censeur à l’égard du moi. Il se constitue par intériorisation des exigences et interdits parentaux. C’est dans le Surmoi que se forment également les idéaux. L’Idéal du Moi résulte de la convergence du narcissisme (idéalisation du moi) et des identifications aux parents ou à leurs substituts. Il constitue un modèle auquel le sujet cherche à se conformer.

### Des études psychiatriques sur les «cas limites» au narcissisme en tant que personnalité courante de notre culture
Lasch assoit son analyse sur des études cliniques de cas psychiatriques (p. 68-73). Il note une évolution dans les diagnostics. Les psychiatres ne sont plus confrontés aux symptômes classiques décrits par Freud (hystéries, névroses obsessionnelles) qui résultaient du contexte des premiers stades de développement du capitalisme marqués par une forte répression sexuelle, le culte de l’effort et du profit. Aujourd’hui les psychiatres ont de plus en plus affaire à des cas limites ou pré-schizophrènes, mêlant psychose, névrose et désordre narcissique (p. 73). Lasch cite un psychiatre américain (Joel Kovel) qui analyse ainsi ces cas limites : alors qu’autrefois la pulsion infantile était réprimée par l’autorité patriarcale, la pulsion est désormais stimulée et pervertie mais aucun objet convenable n’est donné pour la satisfaire, ni des moyens cohérents de contrôle. Le complexe, se manifestant dans un environnement aliéné mais non répressif, perd la forme classique du symptôme et donc l’occasion d’appliquer la thérapie qui consiste à rétablir la conscience d’une pulsion (p. 75). Les cas limites se caractérisent par un sentiment d’insatisfaction et de vide dépressif, une difficulté à s’entendre avec autrui, une dépréciation des autres, une crainte de la dépendance, de violentes oscillations dans l’estime de soi, « ils évitent les engagements intimes qui pourraient les libérer de leurs intenses sentiments de rage. Leur personnalité n’est guère qu’un ensemble de défenses contre cette rage […] » (p. 69). La psychanalyse établit un continuum entre les états pathologiques et les états dits normaux (p. 83). Le symptôme n’est qu’un trait exacerbé de la personnalité existante à l’état non pathologique. Lasch voit ainsi dans la multiplication des études sur les cas limites dans la psychiatrie le reflet de l’émergence d’une personnalité narcissique à l’échelle non plus seulement du pathologique mais de la culture tout entière.

### Un culte du moi, une culture de l'instant et du bien-être
Lasch constate également un déclin du sens de la « continuité historique ». « Vivre dans l’instant est la passion dominante », écrit-il et nous perdons la notion d’appartenir à une « succession de générations qui, nées dans le passé, s’étendent vers le futur » (p. 31). La condition des personnes âgées est aggravée dans une société narcissique où il n’est plus possible de transmettre une certaine forme de sagesse née de sa propre expérience de vie à ses enfants. La tristesse de devoir disparaître est souvent atténuée par l’idée de pouvoir se prolonger à travers sa descendance mais l’ancienne génération ne peut plus rien enseigner à la jeune puisque tout intérêt pour l’avenir a disparu. Seul compte de pouvoir prolonger sa propre jeunesse, de paraître jeune et l’on s’efface souvent avec répugnance devant la nouvelle génération. Mais il s’agit plus d’un culte du moi que d’un culte de la jeunesse (p. 269).
Dans cette culture du présent, sans passé ni avenir, la satisfaction des besoins immédiats matériels ou affectifs, la recherche d’un bien-être ou tout du moins d’une impression de bien-être sont la priorité. Il en découle une civilisation thérapeutique centrée sur le moi, négligeant tout ce qui s’en éloigne, tout ce qui pourrait encourager au désintéressement personnel, à l’amour ou à l’altruisme. Dès lors se déploie une stratégie de survie - parfois déguisée en hédonisme - ainsi qu’un sentiment de danger, d’incertitude, d’inauthenticité, de vide intérieur, de solitude, dans un climat de « guerre morale » ou de guerre de « tous contre tous ».

### Le narcissisme: une lutte de pouvoir, une défense contre des pulsions agressives
L’intellectuel américain estime que « la bureaucratisation, la prolifération des images, les idéologies thérapeutiques, la rationalisation de la vie intérieure, le culte de la consommation », les changements des modes de vie familiaux et sociaux tendent à faire surgir les traits narcissiques présents à divers degrés en chacun de nous, parce qu’une telle modification semble être la meilleure façon de supporter les tensions et anxiétés de la vie moderne (p. 83). Mais le narcissisme en se révélant comme « une défense contre des pulsions agressives plutôt qu’un amour de soi » est plus proche de la haine que de l’admiration de soi (p. 63). Aussi le philosophe ne tient pas à ce qu’on interprète sa thèse comme une dénonciation moralisante de l’individualisme ou de l’égoïsme. « Les hommes ont toujours été égoïstes, et les groupes ont toujours été ethnocentriques ; on ne gagne rien à affubler ces traits d’un masque psychiatrique » précise-t-il (p. 63-64). 
Concernant plus particulièrement l’individualisme, Lasch confirme l’idée de David Riesman auteur en 1950 de « The Lonely Crowd », traduit en France une quinzaine d'années plus tard, selon laquelle un hédonisme de l’instant s’est substitué au sens de la satisfaction dans un avenir lointain. Mais selon lui cet hédonisme masque une lutte pour le pouvoir. On n’assiste pas à un regain de la sociabilité et de la coopération mais a une plus grande habileté dans l’art d’exploiter les relations interpersonnelles à son avantage : « des activités ostensiblement entreprises pour le seul plaisir, ont souvent pour but véritable de piéger autrui. » (p. 102) Pour étayer son propos, Lasch s’intéresse au langage : les termes évoquant les relations sexuelles sont aussi ceux qu’on emploie pour exprimer que l’on a vaincu, abusé ou imposé sa volonté à quelqu’un par ruse ou force. Notre société s’apparenterait de plus en plus à l’utopie de Sade : un ensemble d’êtres humains anonymes et interchangeables, réduits à leurs organes sexuels, où chacun a le droit de posséder n’importe qui, hommes et femmes n’étant qu’objets d’échange (p. 105-106). Le plaisir, l’obligation de jouir et de faire jouir devient la seule activité vitale, un plaisir qui se confond avec le viol et le meurtre. Ainsi la glorification et la défense par le capitalisme de la sphère privée et de l’individualisme aboutissent à leur négation. Traitant du déclin de l’esprit sportif dans un chapitre entier, le philosophe évoque une peur de la compétition qu’il explique en ces termes : « aujourd’hui les gens associent la rivalité à l’agression sans frein ; il leur est difficile de concevoir une situation de compétition qui ne conduisent pas directement à des pensées de meurtres ». (p. 157). Lasch s’en prend ainsi aux critiques de gauche du sport qui voudraient abolir la compétition et faire du sport un « exercice salubre » et plus coopératif bref une thérapie sociale et personnelle. Il oppose à ces critiques l’honnêteté du simple admirateur sportif qui vouant un respect authentique au sport, constate avec une « colère angoissée » sa dégradation par l’industrie du divertissement. (p. 163). Le développement de la violence sportive provient pour Lasch d’un non-respect des conventions qui s’appliquent aux spectateurs et aux joueurs. Le jeu et ses règles ne sont en quelque sorte plus pris au sérieux.

### Culture narcissique et société du spectacle
Par ailleurs pour l'historien, le narcissisme se développe à travers une conception de la réussite sociale vidée de sa substance. Les idoles, personnalités vivant pleinement le fantasme narcissique à travers la célébrité jouent un rôle éminent dans nos sociétés en donnant le ton tant dans la vie publique que privée. Elles sont admirées sans limite ou critiquées pour elles-mêmes et non pour ce qu’elles font. Les actes, les raisons de l’accomplissement personnel n’importent plus. Ce qui compte selon Lasch c’est le succès, la célébrité, la popularité pour eux-mêmes. On ne cherche pas l’approbation pour ce que l’on fait mais pour ce que l’on paraît, pour l’image plaisante que l’on projette, pour l’attention que l’on a réussi à attirer sur soi, tout ceci devant être sans cesse renouvelé et ratifié par la publicité. Sur le plan politique « le prince moderne se soucie assez peu qu’il y ait « une besogne à accomplir » […] ; ce qui l’intéresse, c’est cajoler, séduire et gagner le « public concerné » […]. Il confond le succès dans la tâche à accomplir avec l’impression qu’il produit ou qu’il essaie de produire sur les autres » (p. 95). Dans la communication moderne, l’important n’est ni le vrai ni le faux. Ce qui importe est de paraître crédible. Les faits sont remplacés par les déclarations dignes de foi. La propagande n’est plus de faire circuler des informations tendancieuses mais des vérités partielles comme des statistiques tronquées (p. 112). Pour paraître le plus crédible et convaincant possible, la bureaucratie doit utiliser un langage le plus technique et le plus abstrait possible dans le but de faire admettre que la gestion publique est dans les mains d’experts qui gèrent des problèmes inintelligibles à l’homme ordinaire (p. 114). Alors que la politique est devenue un spectacle, l’art lui tend de plus en plus à brouiller les frontières entre réalité et illusion ou spectateurs et acteurs en prétendant présenter soit une version plus intense de la réalité soit au contraire une représentation absurde et vide de la vie. Citant Guy Debord (p. 108), Lasch évoque la propagande de la marchandise qui émancipe femmes et enfants contre l’autorité patriarcale pour mieux assujettir chacun au paternalisme de la publicité, des entreprises industrielles et de l’État (p. 111). La publicité n’encourage pas tant la satisfaction de tous les désirs que le doute. Elle crée des besoins sans les satisfaire et engendre de nouvelles anxiétés. Elle encourage le consommateur à la fascination pour la célébrité, à cultiver des goûts extraordinaires, à s’identifier aux élites dominantes. Mais en favorisant ces aspirations grandioses, elle conduit au mépris et au dénigrement de soi (p. 228). 
Dans ce contexte, Lasch discerne une théâtralisation de la vie quotidienne à travers un moi-acteur marqué par une emprise croissante de la conscience de soi. L’auteur décrit une vie qui s’apparente à « une succession d’images ou de signaux électroniques, d’impressions enregistrées et reproduites » allant jusqu’à remplacer notre mémoire. Une culture où « l’individu s’examine sans cesse », anxieux, à la recherche de signes de défaillances ou au contraire de bonne santé ; l’imagerie et la technologie médicale étant là pour confirmer ou infirmer ses craintes. Dans sa postface, Lasch revient sur les effets de la société du spectacle sur la personnalité en ces termes : « Les individus réagissaient les uns aux autres comme si leurs actions étaient enregistrées et simultanément transmises à un public invisible ou stockées pour une analyse ultérieure » (p. 296). Le moi-acteur est sans cesse surveillé par les amis et les étrangers : « tous, tant que nous sommes, acteurs et spectateurs vivons entourés de miroirs ; en eux, nous cherchons à nous rassurer sur notre pouvoir de captiver ou d’impressionner les autres, tout en demeurant à l’affût des imperfections qui pourraient nuire à l’apparence que nous voulons donner » (p. 129). À l’affût du moindre détail révélateur, la conscience exacerbée et critique de soi finit par empêcher toute spontanéité. Elle provient « du fait que l’on croit de moins en moins en la réalité du monde extérieur, celui-ci ayant perdu son immédiateté dans une société dominée par « l’information symbolique médiatisée » ». De plus « l’élimination des compétences tant au bureau qu’à l’usine crée des conditions telles que la puissance de travail se mesure en termes de personnalité plutôt que de force ou d’intelligence » (p. 130).

### Refuge dans le cynisme, fuite devant les sentiments et désengagement
Notre Narcisse se réfugie alors dans la plaisanterie, la moquerie, le cynisme. Cette attitude de détachement cynique résulte pour Lasch de la sur-qualification des employés par rapport aux compétences requises dans une société où les loisirs et la sociabilité prennent les traits du travail. À mesure que s’étendait la production des biens et services, le sport et le jeu comme plus largement les loisirs conçus comme évasion sont devenus des accessoires de l’industrie structurés par les mêmes forces que le bureau et l’usine. Le détachement ironique atténue la souffrance mais contribue à un désengagement et à une paralysie des volontés de changements sociaux (p. 133-134). Il ne fait qu’augmenter le sentiment d’inauthenticité : « les rôles que l’on se crée pour soi même deviennent aussi contraignants que les comportements dont ils sont censés nous soulager par le détachement ironique ». Emprisonnés dans notre moi, nous cherchons par n’importe quel moyen, par n’importe quelle obsession, par n’importe quel idéal donnant un sens à notre existence à en échapper. Mais en dépit des nouvelles thérapies et des nouveaux cultes, ni l’art ni la religion ne peuvent nous en sortir car « dans une société fondée si largement sur l’illusion et l’apparence, l’art et la religion - les illusions ultimes - n’ont pas d’avenir » (p. 135). Nous aboutissons à une sorte de cul-de-sac où « la vie de prison du passé apparaît à notre époque, comme une véritable libération » (p. 138).
Lasch s’attaque également aux relations entre les sexes et dénonce « une fuite devant les sentiments ». La sexualité, devenue une valeur en soi, relativise l’espoir d’une relation durable et interdit toute référence à l’avenir. La jalousie, la possessivité sont à proscrire. La fidélité n’est plus une condition de l’union érotique. Il s’ensuit un désengagement affectif, une « promiscuité désinvolte », une superficialité feinte, un détachement cynique afin de se protéger soi-même affectivement tout en tentant de manipuler les émotions d’autrui. Tout ceci conduit à un climat d’amertume dans les relations personnelles (p. 243). Fuyant tout lien affectif intime, certains choisissent de vivre seuls - nombre croissant de foyers ne comptant qu’un seul adulte. Chez les jeunes, le suicide représente également une forme de fuite devant les liaisons sentimentales. La promiscuité et une volonté claire de séparer sexualité et affectivité constituent la manière la plus courante d’échapper à la complexité des sentiments. Cette philosophie de l'« engagement libre » fait du désengagement affectif une vertu tout en prétendant s’ériger contre la dépersonnalisation de la sexualité (p. 249). Les pulsions potentiellement dangereuses paraissent de plus en plus inacceptables mais elles ne sont plus contenues en raison de l’effondrement de l’autorité et de la disparition des interdits. Dès lors c’est le surmoi qui seul doit assumer cette tâche alors même que ses ressources sont affaiblies : l’intériorisation de la répression ayant elle aussi subi un déclin. Narcisse a de grandes exigences dans ses relations amicales et/ou sexuelles mais il refoule ces demandes en souhaitant une relation désinvolte, indifférente, sans promesse de lendemain. L’exigence par la femme de rapports sexuels satisfaisants constitue un nouveau facteur de tension. Cette demande se transforme en une source d’appréhension pour les hommes. Lasch voit dans cette peur de la femme vorace sexuellement, une « terreur de la mère dévorante telle qu’elle apparaît dans les fantasmes préœdipiens » qui engendre une peur généralisée des femmes. Une peur irrationnelle puisque ce sont les hommes qui continuent de dominer socialement, politiquement ou économiquement (p. 255).

### Décadence du système éducatif
Pour Lasch, la démocratisation de l’enseignement est un échec dans la mesure où elle n’a pas permis de rendre le monde plus intelligible au peuple, ni d’améliorer la culture populaire, ni de réduire les inégalités alors que dans le même temps la pensée et le sens critique ainsi que les niveaux intellectuels déclinaient. Cependant, le système scolaire ne saurait être tenu pour seul responsable car il évolue dans un contexte social « où l’initiative, l‘esprit d’entreprise et le besoin psychologique de réussir ne sont plus de mises » (p. 168). L’école sert surtout à former les gens à travailler. Or, la plupart des professions sont aujourd’hui des routines qui demandent peu d’esprit inventif et qui n’exigent pas un niveau de compétences élevées, si bien même que quiconque réussit dans ses études se trouve souvent sur-qualifié pour la majorité des postes disponibles. La société industrielle aujourd’hui exige « un peuple abruti, résigné à effectuer un travail sans intérêt et de mauvaise qualité, et disposé à ne chercher satisfaction que dans les heures consacrées aux loisirs » (p. 168). Certes, d’un point de vue formel, un niveau sans précédent d’éducation s’est créé mais dans le même temps de nouvelles formes d’ignorances sont apparues : difficulté à manier la langue avec facilité et précision, à faire des déductions logiques, à comprendre des textes écrits autres que rudimentaires, oubli des faits historiques fondamentaux, ignorance de la constitution, etc. Habitués à être divertis, les élèves sont tenus à l’écart des traditions culturelles (référence bibliques, mythologiques, antiques, tradition littéraire classique) alors que « paradoxalement, cette perte coïncide avec une surabondance d’informations, une reconquête du passé par les experts et une explosion sans précédent des connaissances. Mais aucun de ces phénomènes n’affecte l’expérience quotidienne, ni ne forme la culture populaire » (p. 195). Aussi la marchandisation de la culture laisse à penser que les expériences autrefois réservées aux gens de « noble naissance » sont aujourd’hui données à tout le monde sans effort de compréhension ou expériences préalables à condition « d’acheter la marchandise appropriée » (p. 197).

### De l'autorité traditionnelle au contrôle thérapeutique
Lasch consacre un chapitre aux institutions sanitaires et sociales. Il constate l’emprise grandissante que celles-ci ont obtenu aux dépens du rôle traditionnellement dévoué à la famille. Concernant la justice des mineurs, il décrit l’évolution qui a transformé le criminel en une victime d’un environnement nocif, le passage de la punition à la prévention. Au lieu de traiter simplement les conséquences, les professions du social proclamèrent qu’elles s’attaquaient aux causes mêmes du crime. Mais ce faisant, elles n’ont fait que renforcer une forme de contrôle social à but thérapeutique dépossédant la famille de son rôle traditionnel (p. 203). Les tribunaux eurent « le pouvoir de s’immiscer dans les affaires de famille, de retirer les enfants de leurs foyers si ceux-ci étaient « inappropriés », de les condamner à des peines de prisons pour une durée indéterminée, sans prouver leur culpabilité et, enfin, d’envahir la résidence du délinquant pour s’assurer que les termes de la probation n’étaient pas transgressés ». (p. 203) Sous couvert d’aide, de secours et de progrès moral, les droits du citoyen furent limités et les pouvoirs de l’État étendus à chaque recoin de la société. 
Lasch présente les différentes théories qui furent en vogue dans le domaine de l’éducation des enfants aux États-Unis depuis les années 1920 : éducation progressiste, pratiques dérivés du freudisme, attitude permissive et tolérante qui secréta ensuite sa propre réaction… Il s’arrête sur le culte de la spontanéité et de l’authenticité (« être soi même », tous les sentiments sont légitimes, ni encouragement, ni blâme) qui selon lui « reflète l’effondrement du rôle de parent en lui donnant une justification morale » (p. 214) et qui « confirme et déguise sous le jargon d’une libération affective l’incapacité des parents à instruire leur enfant sur la façon de se conduire dans le monde et lui enseigner des préceptes éthiques ». Il parle ainsi d’une « prolétarisation du métier de parent qui se produit lorsque les « professionnels de l’assistance » s’approprient les techniques de l’éducation de l’enfant dès sa naissance ». Ce transfert des compétences parentales à d’autres agents est comparable selon Lasch à la situation du travailleur qui fut dépossédé de ses outils et de ses compétences techniques à l’ère industrielle. Les parents ne peuvent plus guère que transmettre l’amour à leurs enfants or l’amour sans discipline est insuffisant pour assurer la continuité entre génération et la transmission d’une culture (p. 214-216). 
Dans un contexte d’abdication de l’autorité parentale, on constate dès lors chez les enfants un déficit d’identification aux parents qui favorise l’éclosion de manière d’être adapté à une société hédoniste, permissive et corrompue. Cependant Lasch insiste pour dire que cette éducation libérale favorise « le développement d’un surmoi sévère et punitif, fondé en grande partie sur des images archaïques des parents, jointes à des images d’un moi grandiose. » Le surmoi présente alors au moi « un idéal démesuré de la réussite et de la renommée, et il le condamne avec une extrême férocité si celui-ci ne parvient pas à l’atteindre - d'où les violentes oscillations dans l’estime de soi que l’on trouve si souvent dans le narcissisme pathologique » (p. 225). Lasch évoque ensuite une alliance, un échange entre la conscience punitive du surmoi et les pulsions d’agressivité du ça : « la fureur avec lequel le surmoi punit les échecs du moi donne à penser que le premier tire la plus grande partie de son énergie de pulsions agressives du ça, sans adjonction de libido » (p. 225). Pour l’enfant, l’absence de punition intensifie la peur de celle-ci. Elle conforte l’idée que la sanction doit être horrible, violente, arbitraire (p. 227). 
Lasch s’attaque assez violemment à ce qu’il appelle les « professions de l’assistance » sans toutefois les condamner totalement. Il reconnaît que celles-ci font appel à des valeurs capitales qui sans elles risqueraient de disparaître. Cependant il pense que la naissance de ces professions résulte historiquement d’une mystification. La professionnalisation du social naquit d’une intense propagande mais ne correspondait pas à des besoins sociaux clairement définis. Un grand nombre des exigences qu’elles étaient censées satisfaire furent inventées et suscitées dans le public par une agitation de la peur du désordre et de la maladie et une dévalorisation de l’autonomie des traditions populaires (p. 282).

### Un point de vue thérapeutique sur l'autorité, des rapports de domination intacts
Plus largement, l’attitude permissive qui prédomine masque en réalité un système de contrôle extrêmement efficace. Que ce soit à l’école, au travail, dans les institutions sociales, sanitaires ou juridiques, on se présente de manière amicale, détendue avec une volonté d’aider. La confrontation directe avec les autorités est évitée le plus souvent. La discipline est déléguée dès que possible de manière à pouvoir se présenter comme un conseiller, un ami, un médiateur. Si un enfant est indiscipliné ou refuse de manger ce que ses parents estiment qu’ils devraient manger, ils font appel aux médecins ou aux psychiatres et se débarrassent ainsi de leur rôle. À l’école, l’enfant à problème est orienté vers un conseiller. Les élèves eux-mêmes rejettent aussi bien l’attitude permissive qu’autoritaire et préconisent la solution thérapeutique : mieux vaut envoyer un élève indiscipliné vers un psy plutôt que de le frapper ou de ne rien faire (p. 228-229). Au travail, on favorise l’expression, la dynamique de groupe, la convivialité, une atmosphère amicale, le refus des frictions. De même que pour des raisons de contrôle social accru et non d’augmentation ou de rationalisation de la production, l’usine a succédé à l’atelier, la bureaucratie s’est imposée dans le domaine des services. Néanmoins aujourd’hui le cadre supérieur qui réussit dans une organisation bureaucratique n’est pas celui qui use de l’autorité de sa position mais celui qui sait manipuler ses collègues supérieurs ou subordonnés tout en développant une stratégie de mouvement ascendant caractérisée par une déloyauté à l’égard de l’entreprise qui l’emploie (p. 98). 
Évoquant les théories en vogue concernant le management dans les grandes entreprises, l’universitaire américain parle ainsi d'un « point de vue thérapeutique sur l'autorité ». Il estime que « son acceptation croissante à tous les niveaux de la société américaine permet de préserver, sous le masque de la « participation », les modes hiérarchiques d'organisation. Cette vue favorise la formation d'une société dominée par les élites des grandes entreprises, elles-mêmes munies d'une idéologie anti-élitiste. La popularité des modes de pensée thérapeutiques discrédite l’autorité particulièrement dans la famille et à l’école, tout en laissant intact le processus de domination. Les formes thérapeutiques de contrôle social en adoucissant, ou même en éliminant le caractère conflictuel des relations entre supérieurs et subordonnés, font qu’il devient de plus en plus difficile, pour le citoyen de se défendre contre l'État, ou, pour les travailleurs de résister aux exigences des grandes entreprises. » Plus loin Lasch affirme : « Ni dans les hiérarchies du travail et du pouvoir, ni dans la famille, le déclin de l'autorité ne provoque la destruction des contraintes sociales ; il ne fait que priver celles-ci de toute base rationnelle. » Enfin il conclut sur ce sujet : « Dans une société sans autorité, les couches inférieures ne ressentent plus l'oppression comme de la culpabilité, elles intériorisent une conception grandiose des chances offertes à tous, ainsi qu'une opinion surfaite de leurs propres capacités. Si la personne qui occupe une position modeste en veut à ceux qui sont plus haut placés, c'est qu'elle les soupçonne de violer effrontément les règles du jeu - ce qu'elle aimerait faire elle-même si elle l'osait. Il ne lui vient jamais à l'esprit de demander de nouvelles règles. » (p. 232-234).
Si Lasch critique fortement la bureaucratie et l’État-providence, ce n’est pas pour se ranger du côté des conservateurs ou du libéralisme, ni d’ailleurs du côté des gauchistes. Ce qu’il reproche aux conservateurs, c’est d’omettre que la bureaucratie n’est pas seulement le fait de l’État mais bien aussi des structures capitalistes tendant au monopole. La lutte contre la bureaucratie doit passer par une lutte contre le capitalisme : « les citoyens ordinaires ne peuvent résister à la domination des professionnels sans s’assurer le contrôle de la production et des connaissances techniques sur lesquels reposent cette production (…) Pour briser le type de dépendance actuelle et mettre un terme à l'érosion des compétences, les citoyens devront assumer leurs problèmes et en trouver eux-mêmes la solution. Il leur faut créer leurs propres « communautés de compétences » ». Lasch termine son essai sur cette note d’espoir : « la volonté de construire une société meilleure reste vivace. Tout aussi vigoureuses sont les traditions locales d’action communautaire et d’autonomie : il ne leur manque que la vision d’une nouvelle société  - une société humaine - pour retrouver leur dynamisme. » (p. 289-290).

### Un paternalisme sans père, un solipsisme
Au fond, pour l’historien et philosophe américain, le capitalisme a créé une nouvelle forme de paternalisme sans père. Les modèles familiaux et personnels ont été dépassés au profit d’une dépendance bureaucratique où l’individu est déresponsabilisé et considéré comme une victime des conditions sociales. Le contrôle social s’est transformé dans un but thérapeutique. Plus qu’à l’individualisme, le narcissisme s’apparente au solipsisme : il n’existe pour le sujet d’autre réalité que lui-même et la plongée dans ce moi lui révèle sa pseudo-authenticité (p. 270). Le progressisme tente de contrôler l’homme dans sa totalité ; non plus uniquement dans son travail mais aussi dans sa vie privée et ses loisirs. Ces nouveaux modes de contrôle social ont stabilisé le capitalisme mais aucun de ses problèmes fondamentaux comme les inégalités et la pauvreté n’a été résolu (p. 277). Tout en ne portant pas remède aux tensions sociales, ce nouveau paternalisme empêche leurs expressions politiques. Dès lors, celles-ci s’expriment surtout en termes de criminalité et de violence aveugle. La dé-responsabilisation ou la dé-culpabilisation vont en outre de pair avec la destruction de la compétence : la victime, le malade doit se faire soigner ou être aidé par un spécialiste mais en même temps il n’est plus capable de diriger sa propre vie (p. 284). 
Dans la postface du livre, l’auteur revient sur la définition du narcissisme et insiste sur cette notion de solipsisme : « Narcisse se noie dans sa propre image sans jamais comprendre que ce n’est qu’une image reflétée. Le sens de l’histoire n’est pas que Narcisse tombe amoureux de lui-même, puisqu’il ne parvient pas à reconnaître sa propre image reflétée, puisqu’il ne conçoit pas qu’il existe une différence entre lui-même et son environnement. » Il déduit alors que notre « meilleur espoir de maturité émotionnelle semble donc dépendre du fait que nous reconnaissions avoir besoin de personnes qui restent cependant distinctes de nous mêmes et refusent de se soumettre à nos caprices du fait que nous reconnaissons dépendre d’elles (…) Plus largement elle dépend de l’acceptation de nos limites » (p. 298-299).

### Pour un réalisme moral et une acceptation des limites
L'essayiste américain constate que contrairement à ce que nous avions pu penser « la science n’a pas écarté la religion (…) Toutes les deux semblent prospérer côte à côte, souvent sous des formes grotesquement exagérées ». Il ajoute : « Plus que tout c’est la coexistence de l’hyper-rationalité avec une vaste révolte contre la rationalité qui justifie que l’on caractérise notre mode de vie en ce XXe siècle comme une culture du narcissisme ». Ces sensibilités contradictoires naissent toutes deux d’un « sentiment de perte et d’exil », d’une plus grande vulnérabilité à la douleur, à la privation et de l’ambivalence entre la promesse d’avoir « droit à tout » et les limitations de la réalité. Lasch se référant à Freud pense que c’est dans « des conforts simples » comme le travail, l’amour, la vie familiale « indépendants de nos désirs et répondant pourtant à nos besoins » que l’on peut « échanger un conflit émotionnel dévastateur contre un malheur ordinaire ». Ainsi « l’amour et le travail permettent d’explorer un petit coin du monde et de finir par l’accepter selon ses propres termes. » Mais ces « petits conforts » sont soit dévalués soit au contraire surestimés : l’idéal d’un « travail créatif et rempli de sens » ou celui du grand amour mènent souvent à la déception et deviennent pesants : « nous demandons trop à la vie, pas assez à nous mêmes. » Lasch conclut : « Tout conspire à encourager des attitudes de fuite devant les problèmes psychologiques de la dépendance, de la séparation et de l’individualisme, et à décourager le réalisme moral qui permet aux humains d’accepter les contraintes existentielles qui limitent leur pouvoir et leur liberté. » (p. 306-307).

## Réception de l’essai aux États-Unis
La Culture du narcissisme est le livre qui est le plus couramment associé à Christopher Lasch. Non seulement ce fut un best-seller mais il attira également l’attention de Patrick Caddell conseiller du président Carter (qui aurait lu le livre). Lasch fut ainsi invité à un dîner privé à la Maison-Blanche en mai 1979 en compagnie d’autres intellectuels ou personnalités (Daniel Bell, Jesse Jackson, Bill Moyers). Le but de l’entrevue était pour Carter d’entendre le point de vue de ces personnes sur la crise que traversait alors le pays. C’est avec cet essai que Lasch acquiert une stature nationale de critique de la culture. À l’instar du livre d’Allan Bloom, Closing of the American Mind ou de celui de Robert Putnam Bowling Alone, la Culture du narcissisme est un livre dont beaucoup ont entendu parler aux États-Unis. Lasch se plaignit toutefois que le concept de narcissisme fut mal compris et réduit à celui d’égoïsme. Il tenta de préciser sa pensée et de répondre à ses détracteurs dans son livre suivant, Le Moi assiégé, paru en 1984.

## Réception de l’essai en France
La première traduction française du livre date de 1981. Dans sa préface, Jean-Claude Michéa affirme que l’essai fut rapidement épuisé grâce au bouche à oreille mais que ni la « critique officielle » ni la « sociologie d’État » n’y consacrèrent d’« analyse sérieuse ». Cependant Marine Boisson dans un article de la revue Raisons Politiques contredit une telle affirmation en estimant que « c’est attribuer un caractère subversif à l’ouvrage sans rendre compte de la réalité de sa réception ». Cette politologue s’interroge sur le succès de ce livre en France tant son contexte de rédaction et son approche sont très marqués par leurs origines américaines. La société américaine des années 1970 analysée sous un angle psychosociologique semble à la fois éloignée des perspectives françaises de l’époque ainsi que de l’épistémologie et de la méthodologie des sciences sociales en France - influence de Durkheim. L’ouvrage prend pourtant place, aux côtés de l’essai de Richard Sennett Les Tyrannies de l’intimité, dans les débats du début des années 1980. Il nourrit les discussions autour d’un constat du reflux des engagements révolutionnaires, radicaux et émancipateurs au profit d’une dépolitisation et de revendications jugées individualistes. Marine Boisson distingue deux types de réception de l’essai. D’une part celles optimistes et postmodernes et d’autre part celles d’auteurs influencés par la pensée marxiste comme Robert Castel ou Jacques Donzelot. Ce dernier dans l’Invention du social explique le contexte dans lequel est perçu un livre comme celui de Lasch : « à la fin des années 1970 […] nous sont venues d’outre-Atlantique des dénonciations fort aiguës du narcissisme affligeant où l’évolution du social plongeait l’individu, au lieu d’instaurer en lui une nouvelle conscience de citoyen. Elles eurent un vaste écho en France auprès de la sociologie d’inspiration marxiste, qui y trouva le moyen de reconduire sous une autre version la dénonciation d’un nouveau contrôle social en quoi s’épuisait à ses yeux tous les enjeux du changement ». Pour l’universitaire française, « le moment laschien est un mode de saisie et, inséparablement, un mode de relativisation de l’inquiétude vis-à-vis de la dépolitisation ». Elle évoque également Anthony Giddens qui remet en cause les analyses de Lasch : le « souci de réalisation de soi » ne serait pas obligatoirement la cause et l’effet d’une dépolitisation et pourrait générer de nouvelles formes politiques. En 1990, dans la revue Le Débat, Jean-Franklin Narodetzki se basant sur une critique épistémologique des théories de Lasch et de Lipovetsky remet en cause l’usage de concepts psychanalytiques - en particulier celui de narcissisme - dans le champ sociologique.